# Кошаковські
Кошаковські — село в Україні, у Шептицькому районі Львівської області. Населення становить 106 осіб.